# 松岡毅
松岡 毅（まつおか つよし、1981年5月11日 - ）は、兵庫県出身のラグビー選手。豊田自動織機シャトルズ元主将。
2010年にソフトボール選手の内藤恵美と結婚。弟は、花園近鉄ライナーズに所属する松岡勇。

## プロフィール
- 兵庫県出身[3]。
- ポジションはロック(LO)。
- 身長 189cm、体重 105kg

## 略歴
- 神戸甲北高校 - 大阪体育大学 - 豊田自動織機シャトルズ（2019年退団[4]）